# Туртурро, Винченцо
Винченцо Туртурро (итал. Vincenzo Turturro; род. 7 октября 1978, Бишелье, Италия) — итальянский прелат и ватиканский дипломат. Титулярный архиепископ Ребеллума с 29 декабря 2023. Апостольский нунций в Парагвае с 29 декабря 2023.